# Молочный фургон не останавливается больше здесь
«Молочный фургон не останавливается больше здесь» (англ. The Milk Train Doesn't Stop Here Anymore) — пьеса, состоящая из пролога и 6 картин американского драматурга Теннесси Уильямса.
В 1965 году Уильямс сообщил искусствоведу Джону Груэну, что это «пьеса, над которой я работал дольше всех», и представил её версию на Фестивале двух миров в Сполето, Италия, в июле 1962 года. Первая американская постановка состоялась в январе 1963 года на Бродвее в Театре Мороско с Гермионой Баддели в главной роли. Рецензии на пьесу были плохими, хотя забастовка газет помешала им дойти до публики. Спектакль выдержал 69 представлений.
Уильямс переработал сценарий второй постановки, придав ему структуру кабуки, где два актёра играют рабочих сцены и комментируют пьесу по мере её развития. Эта новая постановка открылась 1 января 1964 года в Театре Брукс Аткинсон под руководством Тони Ричардсона. Главные роли исполняли Таллула Бэнкхед (эта роль изначально была написана для неё и частично Бэнкхед является прототипом главной героини) и Тэб Хантер с Мэриэн Селдес. Во время выступления Бэнкхед получила сильный ожог на правой руке от вспыхнувшей спички, когда закуривала сигарету, и это усугубилось тем, что в пьесе использовались дорогие ювелирные украшения. Чтобы унять боль, Бэнкхед принимала сильные обезболивающие, от которых у неё пересыхало во рту, и большинство критиков отмечали, что некоторые фразы актрисы были неразборчивыми. Спектакль выдержал всего пять представлений, снова получив очень плохие отзывы.
Возрождение 2011 года с Олимпией Дукакис в главной роли было поставлено Майклом Уилсоном.
В 1968 году Уильямс адаптировал пьесу для фильма «Бум!» с Элизабет Тейлор и Ричардом Бёртоном в главных ролях, реж. Джозеф Лоузи.
Изданий на русском языке нет.

## Постановки в России
- 1992 — МХАТ им. Чехова, реж. Вячеслав Долгачёв, в переводе Виталия Вульфа. В ролях: Миссис Гофорд — Татьяна Лаврова, маркиза Кондотти — Анастасия Вознесенская, Блэки — Римма Коростелёва / Ирина Апексимова, Кристофер Фландерс — Сергей Маховиков.
- 1992 — Севастопольский русский драматический театр имени А. В. Луначарского, реж. Роман Мархолиа, в ролях: Людмила Кара-Гяур, Ростислав Бикулов, Людмила Заплатникова

## Действующие лица
- Миссис Флора «Сисси» Гофорт
- Маркиза «Конни» Кондотти, по прозвищу «Ведьма с Капри»
- Блэки, секретарь миссис Гофорд
- Кристофер Фландерс, поэт, занимающийся конструированием мобилей, по прозвищу «Ангел смерти»
- Руди, сторож миссис Гофорд
- Джулио, слуга миссис Гофорд
- Симонетта, служанка миссис Гофорд
- Парa ассистентов, одетых в чёрное, нечто среднее между японским театром Кабуки и хором греческого театра. Другие исполнители не видят их, за исключением тех случаев, когда они появляются «в костюмах» (доктор Лулло)

## Сюжет
Действие пьесы происходит в Италии. Два последних дня из жизни миссис Флоры «Сисси» Гофорт. Богатая женщина, некогда знаменитая танцовщица и звезда стриптиза, доживает свои дни в поместье на вершине горы, коротая время за диктовкой мемуаров, обильной выпивкой и периодической сменой экстравагантных нарядов. Неожиданное появление молодого человека Кристофера Фландерса, предположительно вторгшегося в её поместье по козьей тропе, нарушает и без того не слишком спокойное течение её жизни. Диалог между ними составляет большую часть пьесы.
Название драмы используется миссис Гофорт дважды. Она понимает, что Фландерс навестил её только потому, что знал, что она умирает, и говорит ему, что он просчитался с ней. Во второй раз она говорит, что ему следует вернуться в Неаполь и заняться пьяными людьми среднего возраста, потому что «иногда старый молочный фургон все же приходит на временную остановку на их безумной станции». Она хочет, чтобы он отвернулся от неё и занялся другими людьми.

## Цитаты
- Флора «Сисси» Гофорт: Я любила встречаться с людьми, пока они не стали все на одно лицо. И я устала от этого лица.

- Флора «Сисси» Гофорт: Тебе когда-нибудь приходило в голову, Конни, что жизнь состоит из воспоминаний, за исключением одного настоящего момента, который пролетает так быстро, что ты едва успеваешь его уловить? Это в самом деле всё воспоминания, Конни, за исключением каждого мгновения. То, что я только что сказала тебе, теперь осталось в памяти…воспоминанием. Э-хммм…

(ходит по террасе.)
Сейчас я встала. Когда я сидела за столом, это теперь воспоминание.
- Ведьма с Капри: Мое сердце качает кровь, но не мою собственную кровь, а кровь анонимных доноров крови.

- Флора «Сисси» Гофорт: Кто-нибудь сказал тебе, что я умру этим летом? Кто-нибудь предупредил тебя, что этим летом старая Сисси Гофорт собирается отправиться?

Крис Фландерс: Да, именно поэтому я пришел сюда.
Флора «Сисси» Гофорт: Ну, я проводила четырёх мужей до вечного порога и вернулась одна, без них. Теперь моя очередь, и у меня нет другого выбора, кроме как сделать это, но я хочу сделать это в одиночку. Я не хочу, чтобы меня сопровождали. Я хочу пойти одна. Но ты, ты рассчитывал тронуть мое сердце, потому что знал, что я умираю, а умирающие старики — твоя специальность, твое призвание. Но с этим ты прогадал. Молочный фургон здесь больше не останавливается.
- миссис Флора «Сисси» Гофорт: Займись пьяницами среднего возраста, вот над кем надо работать, Крис, работай над ними, иногда старый молочный фургон всё ещё приходит к временной остановке на их безумной станции, так что сосредоточься на пьяницах среднего возраста в Неаполе.